# Південно-Східно-Азійський театр Другої світової війни
10° пн. ш. 110° сх. д. / 10° пн. ш. 110° сх. д.
Театр Другої світової війни в Південно-Східній Азії складався з кампаній Тихоокеанської війни на Філіппінах, Таїланді, Індонезії, Індокитаї, Бірмі, Індії, Малайї та Сінгапурі між 1941 і 1945 роками.
7-8 грудня 1941 року Японія атакувала британські та американські території, здійснивши майже одночасний наступ на Південно-Східну Азію та центральну частину Тихого океану. Дія на цьому театрі закінчилася, коли 15 серпня 1945 року Японія оголосила про намір капітулювати. Офіційна церемонія капітуляції Японії відбулася 2 вересня 1945 року.

## Початок бойових дій
Конфлікт на цьому театрі почався, коли у вересні 1940 року Японська імперія вторглася у Французький Індокитай і піднялася на новий рівень після атаки на Перл-Гарбор і одночасних нападів на Філіппіни, Гонконг, Таїланд, Сінгапур і Малайю 7 і 8 грудня 1941 року. Основна висадка в Сингорі (тепер Сонгкхла) на східній стороні перешийка Кра передувала бомбардуванню Перл-Харбора на кілька годин.
Незважаючи на те, що Японія оголосила війну Сполученим Штатам і Британській імперії, ця декларація була оголошена лише після початку атак. 8 грудня Велика Британія, Сполучені Штати, Канада, та Нідерланди оголосили війну Японії, а наступного дня — Китай та Австралія.

## Перші японські успіхи
У першій половині війни союзники зазнали багатьох поразок. 10 грудня 1941 року біля Малайї японською авіацією були потоплені два великих британських військових корабля HMS Repulse і HMS Prince of Wales. Після вторгнення 21 грудня уряд Таїланду офіційно уклав союз із Японією. Японія вторглася в Гонконг 8 грудня. Кульмінацією битви за Гонконг стала капітуляція 25 грудня. У січні відбулося вторгнення до Бірми та Голландської Ост-Індії та захоплення Маніли та Куала-Лумпура.

### Малайя і Сінгапур
Під час битви за Малайю японські сили зустріли жорсткий опір III корпусу індійської армії, австралійської 8-ї дивізії та британських підрозділів. Але перевага Японії в повітряних силах, танках і тактиці піхоти відкинула союзні частини назад. Після вигнання з Малайї до кінця січня 1942 року військ союзників, 15 лютого 1942 року їх гарнізон у Сінгапурі під командуванням генерал-лейтенанта Артура Персіваля здав японцям. Близько 130 тис. військових союзників стали військовополоненими. Падіння Сінгапуру стало найбільшою капітуляцією в британській військовій історії.

### Японський рейд в Індійському океані
Японський рейд в Індійському океані — морський виліт ударної групи швидкісних авіаносців Імператорського флоту Японії з 31 березня по 10 квітня 1942 року проти кораблів і баз союзників в Індійському океані. Після знищення сил ABDACOM у битвах навколо Яви в лютому та березні японці вирушили в Індійський океан, щоб знищити там британську морську силу та підтримати вторгнення до Бірми. Рейд був лише частково успішним. Йому не вдалося знищити військово-морську силу союзників в Індійському океані, але це змусило британський флот передислокуватися з Британського Цейлону до Кіліндіні в Момбасі в Кенії, оскільки передові стоянки флоту не могли бути належним чином захищені від нападу Японії. Тоді флот в Індійському океані поступово скоротився до лише сил супроводу конвою, оскільки інші зобов'язання вимагали більш потужних кораблів. З травня 1942 року він також використовувався під час вторгнення на Мадагаскар — операція, спрямована на припинення будь-яких спроб Японії використовувати бази на території, контрольованій Францією Віші.
У 1942 році Mitsubishi Rufe (версія гідролітака Zero) атакував Мадрас-Сіті. Літак летів з носія Ryūjō, який скинув одну бомбу біля форту Святого Георгія. Фізичні збитки були незначними, хоча громадський резонанс був великим, і місто було евакуйовано через побоювання наступного японського бомбардування та вторгнення. Багато багатих сімей з Мадрасу зі страху переїхали назавжди на гірські станції.
Також у 1942 році, готуючись до можливого японського вторгнення в Індію, британці почали вдосконалювати дорогу Кодайканал-Муннар, щоб полегшити її використання як шлях евакуації з Кодайканалу вздовж південного гребня пагорбів Палані до Верхньої станції. Існуючі дороги далі продовжували до Муннара і вниз до Кочіна, де британські кораблі були доступні для евакуації з Індії.

### Японська окупація Андаманських і Нікобарських островів
Андаманські та Нікобарські острови (8293 км 2 на 139 островах) — група островів, розташована в Бенгальській затоці приблизно в 780 милях від Калькутти (відомої в той час як Калькутта), в 740 милях від Ченнаї (відомої в той час як Мадрас) і в 120 милях від мису Наргіс. в Бірмі. 23 березня 1942 року японські війська захопили острови та окупували їх до кінця війни.
29 грудня 1943 року політичний контроль над островами теоретично був переданий уряду Азад Хінда Субхаша Чандра Боса. Бос відвідав Порт-Блер, щоб підняти триколірний прапор Індійської національної армії. Після від'їзду Боса японці залишилися фактично контролювати Андаманські острови, а суверенітет Арзі Хукумат-е Хінд був значною мірою фіктивним. Самі острови були перейменовані на «Шахід» і «Сварадж», що означає «мученик» і «самоуправління». Бос передав острови під управління підполковника А. Д. Логанатана і мав обмежену участь в управлінні територією.

## Бірманська кампанія
- Відступ Бірманського корпусу

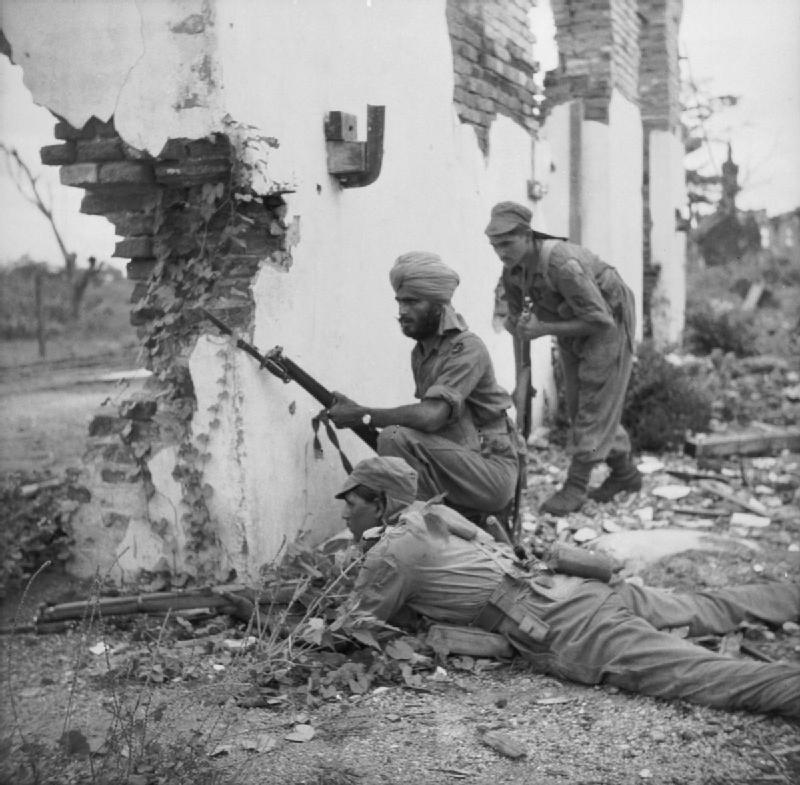
20-та індійська піхотна дивізія шукає японців у Проме, Бірма, 3 травня 1945 року.

- Формування британської чотирнадцятої армії («Забутої армії»)
- Араканська кампанія
- Напад Японії на Індію
- Контрнаступи союзників
  - Дорога в Рангун
  - Бригадний генерал Орд Вінгейт і Чиндіти

### Сили США в Китаї, Бірмі, Індії, театрі
- Командування Північного бойового району (NCAC)
- Летючі тигри
- 14-та повітряна армія (США)
- 10-та повітряна армія (США)
- 20-та повітряна армія (США) (операція Маттерхорн)
- Повітряний транспорт союзників з Індії до Китаю через гору
- Дорога Ледо
- Мародери Меррілла

Одним із головних матеріально-технічних зусиль війни було «політ на горбі» над Гімалаями та будівництво дороги Ледо з Індії до Китаю на заміну Бірманській дорозі.

## Повітряна війна в Південно-Східній Азії
- Далекосхідні повітряні сили RAF
- Третя тактична повітряна армія Королівських ВПС
- Бомбардування Південно-Східної Азії (1944–45)

Бойові нагороди RAF :
- ЦЕЙЛОН 1942

Кваліфікація: Для операцій проти японської авіації та військово-морських підрозділів ескадрильями, що базувалися на Цейлоні під час японських атак у квітні 1942 року.
- БІРМА 1944—1945

Кваліфікація: для операцій під час просування 14-ї армії від Імфала до Рангуна, прибережних десантних нападів і битви при Пегу Йомас, серпень 1944 — серпень 1945.

## Військово-морські кампанії в Індійському океані 1942—1945 рр
Найперші успіхи були досягнуті в мінних постановках і підводній війні. Японські мінні тральщики ніколи не були сильними, і, зіткнувшись з новими типами мін, вони не змогли швидко адаптуватися. Японське судноплавство було витіснене з бірманського узбережжя за допомогою цього типу війни. Британські підводні човни, що базувалися на Британському Цейлоні, діяли проти японського судноплавства.
Лише після того, як війна в Європі явно наближалася до кінця, великі британські сили знову були направлені до Індійського океану. Після нейтралізації німецького флоту наприкінці 1943-го та на початку 1944-го війська Домашньго Флоту були звільнені, а успіх операції «Оверлорд» у червні означав, що можна було відправити ще більше кораблів, у тому числі дорогоцінні десантні кораблі.
Наприкінці 1944 року, коли в цей район увійшло більше британських авіаносців, було завдано серії ударів по нафтових цілях на Суматрі, як-от операція «Меридіан». USS Saratoga була позичена для першого нападу Сполучених Штатів. Нафтові установки були сильно пошкоджені нападами, що посилило японську нестачу палива через американську блокаду. Остання атака була здійснена, коли авіаносці прямували до Сіднея, щоб стати британським Тихоокеанським флотом.
Після відходу основних бойових сил Індійський океан залишився з ескортними авіаносцями та старими лінійними кораблями як опорою його військово-морських сил. Проте, протягом тих місяців були розпочаті важливі операції з повернення Бірми, включаючи висадку на Рамрі та Ак'ябі та поблизу Рангуна.

## Командні структури

### Командна структура союзників
На початку війни британські війська в цьому районі підпорядковувалися принаймні трьом окремим командуванням. Генерал сер Арчибальд Вейвелл, головнокомандувач Індією, керував британською та індійською арміями в Індії та Бірмі. Віце-адмірал сер Ральф Літхем, головнокомандувач Ост-Індії, керував Ост-Індійською станцією Королівського військово-морського флоту і Королівським військово-морським флотом Індії. У листопаді 1940 року було створено Далекосхідне командування на чолі з головним маршалом авіації Робертом Бруком-Пофамом, яке базувалося в Сінгапурі. З 23 грудня 1941 року Далекосхідним командуванням командував генерал-лейтенант сер Генрі Ройдс Паунелл. Далекосхідне командування відповідало за Гонконг, Малайю, Сінгапур та інші британські володіння на Далекому Сході, а також перебрало на себе відповідальність за Бірму. Воно відповідало за сухопутні та повітряні, але не військово-морські сили.
Через місяць після початку війни з Японією 7 грудня 1941 року союзні уряди спільно призначили генерала Вейвелла Верховним головнокомандувачем усіх «американсько-британсько-голландсько-австралійських» (ABDA) сил у Південно-Східній Азії та Тихому океані від Бірми до голландської Ост-Індії.
Однак прогрес, досягнутий японцями протягом наступного місяця, розколов сили ABDA на дві частини. 23 лютого 1942 року, у зв'язку з втратою Малаї та нестабільністю позицій союзників на Яві та Суматрі, ABDACOM було закрито, а її штаб-квартиру на Яві евакуйовано. Вейвелл повернувся до Індії, щоб відновити свою посаду C-in-C India, де його обов'язки тепер включали захист Бірми. Бірма (Бірманське командування та війська Королівських ВПС) була включена до Далекосхідного командування; повернувся до Індії; передано ABDA, але Індія залишається відповідальною за адміністрування; а потім, нарешті, повернувся до командування з Індії.
Голландський опір японцям на Яві припинився 8-9 березня 1942 року. 30 березня 1942 року Об'єднаний комітет начальників штабів у Вашингтоні розділив ТВД на три зони: зони Тихого океану (POA) під командуванням адмірала Честера Німіца; Південно-Західна частина Тихого океану (SWPA), під керівництвом Макартура як Верховного головнокомандувача ОЗС НАТО в Південно-Західній частині Тихого океану; і південно-східна частина Тихого океану. Макартур обійняв посаду верховного головнокомандувача 18 квітня. SWPA отримала відповідальність за Філіппіни, Яву, Борнео та всі акваторії Південно-Китайського моря.
Малайя, Французький Індокитай і Таїланд залишалися британською відповідальністю, а операції повинні були здійснюватися з Індії. Генерал Вейвелл був призначений віце-королем Індії, а генерал Клод Окінлек став головнокомандувачем Індії 20 червня 1943 року.
У серпні 1943 року союзники сформували нове командування в Південно-Східній Азії, щоб взяти на себе стратегічну відповідальність на театрі дій. Реорганізація колективу театру тривала близько двох місяців. 4 жовтня Вінстон Черчилль призначив адмірала лорда Луїса Маунтбеттена верховним командувачем Об'єднаних збройних сил Командування Південно-Східної Азії (SEAC). Американський генерал Джозеф Стілвелл був першим заступником верховного головнокомандувача Альянсу. 15 листопада Окінлек передав Маунтбеттену відповідальність за проведення операцій проти японців на театрі бойових дій.
Початковий оперативний район сухопутних сил для SEAC включав Індію, Бірму, Британський Цейлон і Малайю. Операції також проводилися на окупованій Японією Суматрі, у Таїланді та Французькому Індокитаї (В'єтнам, Камбоджа та Лаос).
Спочатку SEAC наказав:
- Британський східний флот (базований на Цейлоні)
- Британська 11-та група армій (сухопутні сили Співдружності; штаб у Нью-Делі). Керував британською чотирнадцятою армією; Британська армія на Цейлоні (Цейлонська армія); і теоретично командування Північного бойового району під командуванням Джозефа Стілвелла .
- Air HQ India (Нью-Делі)
- Китайсько-Бірмансько-Індійський театр (CBI), (усі сили США на театрі; штаб у Нью-Делі).

12 листопада 1944 року одинадцята група армій була перепрофільована Сухопутними військами союзників у Південно-Східній Азії (ALFSEA), які все ще підпорядковувалися SEAC, оскільки вважалося, що міжсоюзницьке командування краще, ніж суто британський штаб. Проблеми командування з генералом Стілвеллом і його взаємодія з Об'єднаним комітетом начальників штабів США прискорили зміни. Він об'єднав сили Співдружності та США, зі штаб-квартирою в Канді. 1 грудня штаб-квартира ALFSEA переїхала в Барракпур, Індія.
15 серпня 1945 року відповідальність за решту голландської Ост-Індії було передано з південно-західної частини Тихого океану до SEAC.
SEAC було розформовано 30 листопада 1946 року.

### Японська командна структура
Південна експедиційна армія зі штаб-квартирою в Сайгоні, Індокитай, була підрозділом імператорської армії Японії, який контролював усі сухопутні та повітряні частини армії в Південно-Східній Азії та південно-західній частині Тихого океану. Ним командував генерал граф Хісаїті Терауті, який командував ним з 1941 по 1945 рік. Японці також розгорнули Сили Південних морів, об'єднані сили армії та спеціального військово-морського десантного персоналу. Основними польовими командуваннями Південної армії були 14-та армія, 15-та армія, 16-та армія та 25-та армія. Вони складалися з 11 піхотних дивізій, шести окремих піхотних бригад і шести танкових полків, а також артилерії та військ підтримки. Японці широко використовували велосипедну піхоту, що дозволяло їй швидко пересуватися на великі відстані.

## Уточнення
1. ↑  Дивіться Оголошення Великою Британією війни Японії.
2. ↑  Дивіться Оголошення Сполученими Штатами війни Японії.